# Tweed (tèxtil)

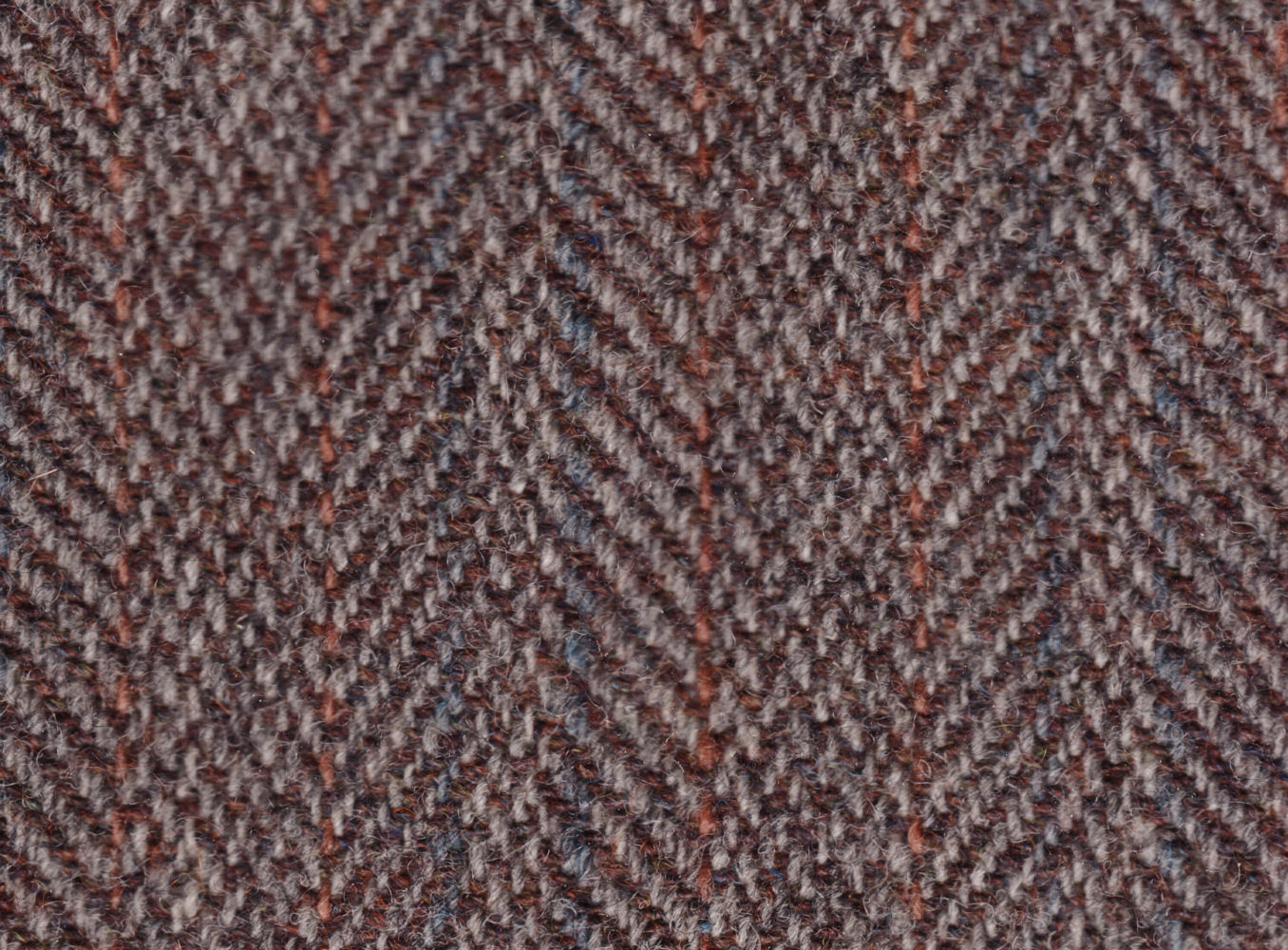
Harris Tweed

Tweed és un tipus de teixit de llana artesanal típic d'Escòcia i del comtat de Donegal, a Irlanda, tenyit amb colors naturals de terra. Pot prendre una textura de color més interessant en afegir trossets d'altres fils de llana. Es presenta en diversos gruixos i dissenys.
A més del motiu més conegut tipus espigueta, n'hi ha d'altres motius: rombe, príncep i ziga-zaga, creus, pota de gall, etc. El nom prové del gaèlic escocès tweel, o gerga que descriu la típica línia diagonal que permet realitzar un teixit fort i molt resistent a la ús, de superfície rugosa, suau i flexible. El nom anglès de tweed prové d'un comerciant anglès del segle xviii que va fer un error de transcripció. No és derivat del riu Tweed, tot i que en aquesta vall es va teixir tweed.
Per les seves qualitats durables a l'exterior, va ser introduït a Anglaterra en el segle xix per Lady Dunmore i va esdevenir molt popular en l'aristocràcia per fer els seus vestits de caça i de pesca.

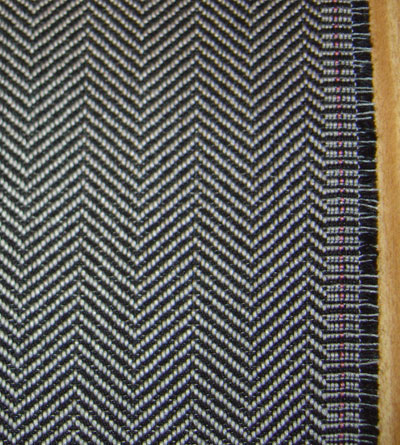
Sarja de tweed amb disseny d'espigueta
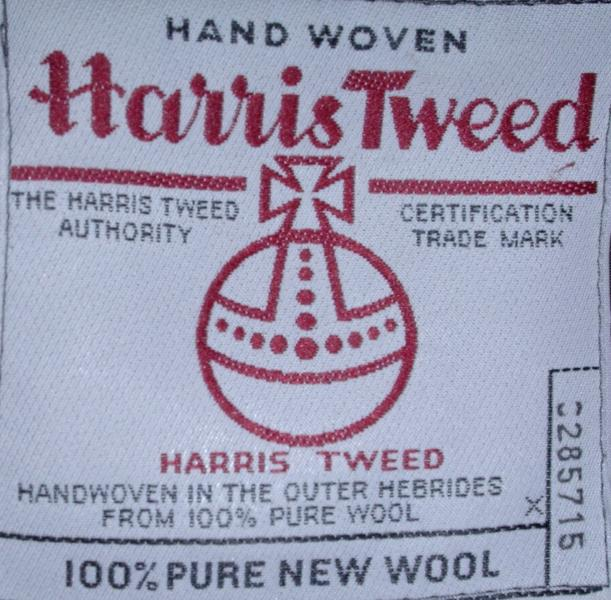
Etiqueta d'Harris Tweed

## Tipus
- Harris Tweed: un teixit fet a mà a les illes de Harris, Lewis, Uist i Barra de les Hèbrides Exteriors d'Escòcia, fet de llana d'ovelles locals. Abans, el Harris Tweed també era filat i tenyit manualment.
- Donegal Tweed: un tweed teixit a mà al Comtat de Donegal, a Irlanda. fet de llana local i tenyit amb pigments naturals locals.
- Tweed de seda: un teixit de seda amb un colorit molt semblant a la del tweed de llana.